# Нибали, Винченцо
Винче́нцо Ни́бали (итал. Vincenzo Nibali; род. 14 ноября 1984, Мессина) — итальянский профессиональный шоссейный велогонщик, выступал с 2020 года за американскую команду Мирового тура «Lidl-Trek». Победитель всех Гранд Туров. Двукратный Чемпион Италии. С сентября 2021 года гонщик «Астаны».

## Спортивная биография
До «Астаны» Нибали 6 лет выступал за команду Liquigas. В её составе стал победителем гонок Вуэльта Испании 2010 и Тиррено — Адриатико 2012.
В 2013 году в рядах «Астаны» за один сезон смог выиграть гонку Джиро д’Италия и повторно «Тиррено — Адриатико». А также, долго лидируя, занял второе место на «Вуэльте» в генеральном зачете.
В 2014 году выиграл Тур де Франс и стал шестым велогонщиком в истории, выигравшим все три Гранд-тура, после Жака Анкетиля (1963), Феличе Джимонди (1968), Эдди Меркса (1973), Бернара Ино (1980) и Альберто Контадора (2008).
В 2015 году занял четвёртое место на Тур де Франс, но был снят с Вуэльты Испании после второго этапа за то, что воспользовался помощью технички своей команды, чтобы догнать пелотон после завала. Однако реабилитировался, выиграв в Италии последнюю гонку года — «монументальный» «Тур Ломбардии» по трассе Бергамо — Комо.
В 2016 году в отчаянной борьбе на последних этапах вторично выиграл домашнюю гонку Джиро д’Италия. Но затем пошла полоса неудач: после двух падений — лишь 30 место на Тур де Франс 2016 и новое падение на спуске на Олимпиаде в Рио-де-Жанейро, когда он шёл в лидерах групповой шоссейной гонки.
В августе 2016 года Нибали подписал контракт с только что созданной под него командой Bahrain Victorious, капитаном которой будет выступать с сезона 2017 года.
Сезон 2017 года в новой команде выдался для Нибали довольно удачным. В дебютном итальянском Гранд-туре Джиро д’Италия 2017 в мае 2017 года капитан команды Винченцо Нибали выиграл 16-й тур и в итоге занял почётное 3 место на подиуме, а команда поднесла сюрприз, заняв высокое 4 место в общем зачёте по времени.
В августе/сентябре на Вуэльта Испании 2017 Нибали выиграл 3-й этап и занял второе место на подиуме в личном зачёте за непобедимым в последние годы Крисом Фрумом. И наконец в октябре Винченцо из одиночного отрыва вторично выиграл однодневку Тур Ломбардии .
В сентябре 2021 года вернулся в команду «Астана».
12 мая 2022 года Винченцо Нибали велогонщик команды Astana Qazaqstan принял решение завершить карьеру в конце этого сезона.

## Статистика выступлений

### Многодневки
| Гранд-Туры                |      |      |      |      |      |      |      |      |      |      |      |      |      |      |      |
| Гранд-Тур                 | 2005 | 2006 | 2007 | 2008 | 2009 | 2010 | 2011 | 2012 | 2013 | 2014 | 2015 | 2016 | 2017 | 2018 | 2019 |
| Джиро д'Италия            | —    | —    | 19   | 11   | —    | 3    | 2    | —    | 1    | —    | —    | 1    | 3    | —    | 2    |
| Тур де Франс              | —    | —    | —    | 20   | 6    | —    | —    | 3    | —    | 1    | 4    | 30   | —    | Сход | 39   |
| Вуэльта Испании           | —    | —    | —    | —    | —    | 1    | 7    | —    | 2    | —    | ДСК  | —    | 2    | 59   | —    |
| Многодневки Мирового тура |      |      |      |      |      |      |      |      |      |      |      |      |      |      |      |
| Гонка                     | 2005 | 2006 | 2007 | 2008 | 2009 | 2010 | 2011 | 2012 | 2013 | 2014 | 2015 | 2016 | 2017 | 2018 | 2019 |
| Париж — Ницца             | —    | 66   | —    | —    | —    | —    | —    | —    | —    | 21   | —    | —    | —    | —    | —    |
| Тиррено — Адриатико       | —    | —    | 17   | —    | 10   | 8    | 5    | 1    | 1    | —    | 16   | 6    | 26   | 11   | 15   |
| Вуэльта Каталонии         | 56   | —    | —    | —    | —    | —    | —    | —    | —    | —    | —    | —    | —    | —    | —    |
| Тур Страны Басков         | 92   | —    | —    | —    | 9    | —    | —    | —    | —    | —    | —    | —    | —    | НФ   | —    |
| Тур Романдии              | —    | —    | —    | —    | —    | —    | —    | —    | —    | 5    | 10   | —    | —    | —    | —    |
| Критериум Дофине          | —    | НФ   | —    | —    | —    | —    | —    | 28   | —    | 7    | 12   | —    | —    | —    | —    |
| Тур Швейцарии             | НФ   | —    | —    | —    | —    | —    | —    | —    | —    | —    | —    | —    | —    | —    | —    |

### Однодневки
| Монументальные        |      |      |      |      |      |      |      |      |      |      |      |      |      |      |      |
| Гонка                 | 2005 | 2006 | 2007 | 2008 | 2009 | 2010 | 2011 | 2012 | 2013 | 2014 | 2015 | 2016 | 2017 | 2018 | 2019 |
| Милан — Сан-Ремо      | —    | 69   | —    | —    | 49   | 28   | 8    | 3    | НФ   | 44   | 45   | 33   | —    | 1    | 8    |
| Тур Фландрии          | —    | —    | —    | —    | —    | —    | —    | —    | —    | —    | —    | —    | —    | 24   | —    |
| Париж — Рубе          | —    | —    | —    | —    | —    | —    | —    | —    | —    | —    | —    | —    | —    | —    | —    |
| Льеж — Бастонь — Льеж | 112  | ДСК  | 71   | 10   | 39   | 27   | 8    | 2    | 23   | 30   | 13   | 51   | —    | 32   | 8    |
| Джиро ди Ломбардия    | 79   | НФ   | 34   | 37   | —    | 5    | 40   | 26   | НФ   | —    | 1    | —    | 1    | 2    | 55   |

## Личная жизнь
13 октября 2012 года Винченцо Нибали женился на своей давней подруге Ракель. 28 февраля 2014 года у них родилась дочь Эмма.